# Printemps (collection)
Pour les articles homonymes, voir Printemps (homonymie).
La Collection Printemps est une collection de romans d’aventures pour la jeunesse éditée par les éditions de Montsouris. Au total, 342 volumes sont publiés entre 1928 et 1942. Ils sont signés par des auteurs de roman populaire connus ou familiers des seuls lecteurs de Guignol,  Lisette et Pierrot où nombre d’entre eux font l’objet d’une prépublication. Ces romans, illustrés par des dessinateurs chevronnés tels Étienne Le Rallic, Émile Dot, Louis Maîtrejean ou Henri Ferran, ont marqué l’imaginaire des adolescents des années 1920-1940.  

## Caractéristiques des volumes
Tout au long de son existence la collection paraît à raison de deux fascicules par mois, le deuxième et le quatrième dimanche du mois, avec cependant quelques interruptions et irrégularités durant la Seconde Guerre Mondiale. Il existe pour les lecteurs une possibilité d’abonnement à la collection.
Une première série de volumes est composée de fascicules agrafés comptant 64 pages, de format 16 x 11 cm, illustrés en couleur sur les plats 1 et 4 de couverture et en noir et blanc dans les pages intérieures. Il existe pour cette série des volumes de recueils à dos toilé, réunissant six volumes sous une couverture cartonnée mais sans les illustrations en couleur des couvertures initiales sinon deux d’entre elles choisies pour illustrer les premiers et quatrièmes plats de la reliure. Jusqu’au numéro 96 il arrive qu’un même roman s’étende sur la longueur de deux fascicules successifs.

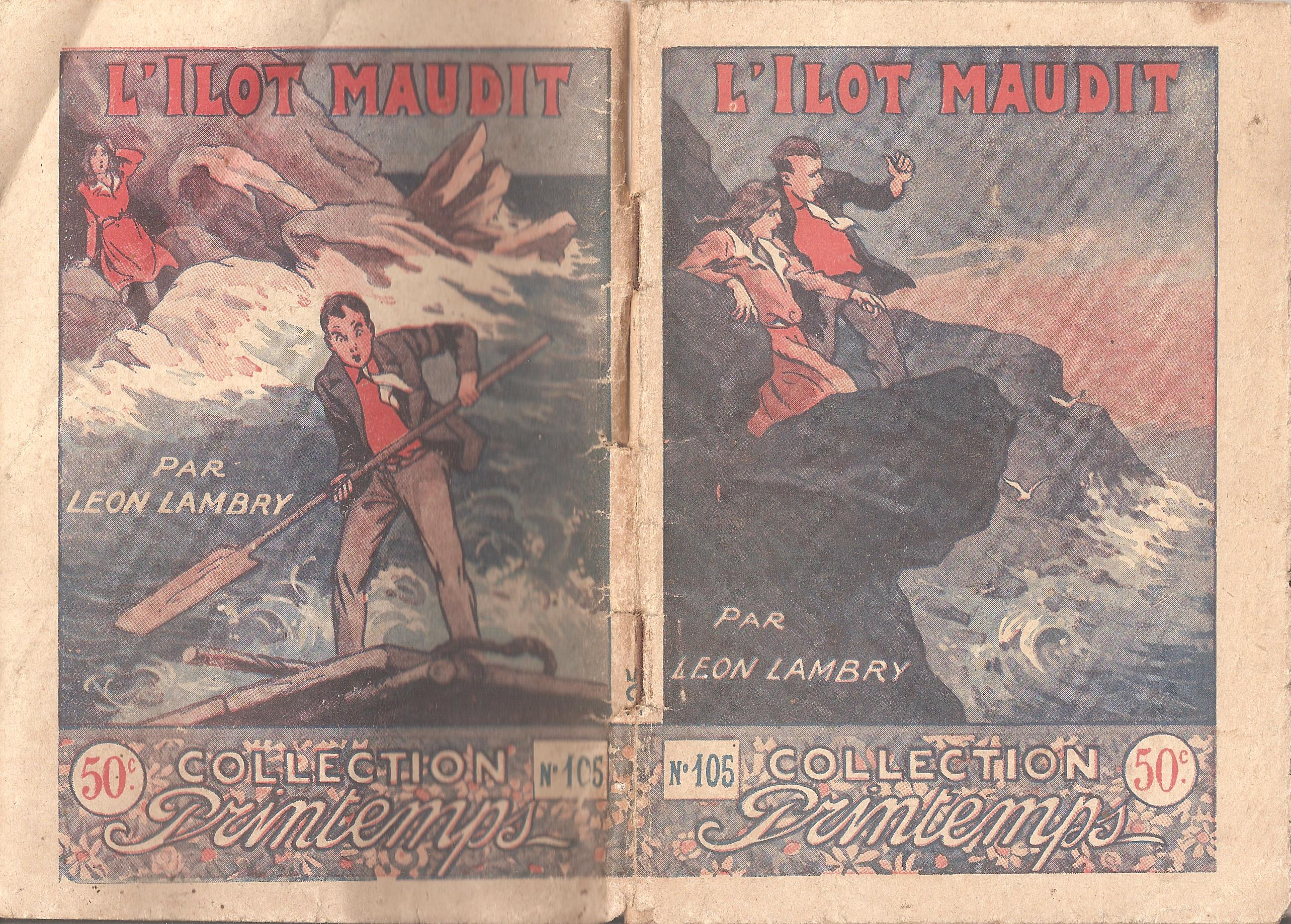
Première série : L'Ilôt maudit de Léon Lambry, n°105.

Une seconde série comprend des volumes de format légèrement supérieur, 19 x 11 cm, mais qui comptent cette fois 96 pages.
Enfin, à partir du numéro 315, une troisième série adopte un format intermédiaire, 18 x 11 cm, et une unique illustration en couleur pour la couverture. Les volumes ont tantôt 64 pages, tantôt 96 pages.

## Titres de la collection

### Première série
- 1-2 : Le Val tragique, Norbert Sevestre, ill. Étienne Le Rallic, 1928.
- 3-4 : Linette et son poilu, Hélène Jean Babin, ill. Louis Maîtrejean, 1928.
- 5-6 : Cœur de Turc, Paul Cervières, ill. Étienne Le Rallic, 1928.
- 7 : Le Diamant vert, Gaël de Saillans, ill. Henri Ferran, 1928.
- 8-9 : L'Hôte mystérieux, Maria de Crisenoy, ill. Émile Dot, 1928.
- 10 : L'Avion rouge, Norbert Sevestre, ill. Étienne Le Rallic, 1928.
- 11 : Le Trésor du diable, Léon Lambry, 1928.
- 12 : Blancs et Noirs, Bertrand de Sivray, ill. Henri Ferran, 1928.
- 13-14 : L'Appel dans la nuit, Jean de Fervacques, ill. Louis Maîtrejean, 1928.
- 15 : À travers mille dangers, Eugène Le Mouël, ill. Pierre Dmitrow, 1928.
- 16-17 : Le Filon d'or par, Jacques Angioux, ill. Étienne Le Rallic, 1928.
- 18 : Chasseurs de tigres, Jean du Cléguer,  ill. Émile Dot, 1928.
- 19-20 : Sous la dent des requins, Michel Dorlys, ill. Henri Ferran, 1928.
- 21-22 : Loin du pays, Hélène Jean Babin, ill. Émile Dot, 1928.
- 23 : Le Roi des fourrures, Jean de Belcayre, ill. Georges Bourdin, 1928.
- 24 : La Trahison de Juan Pela, Léon Lambry, ill. Pierre Dmitrow, 1928.
- 25-26 : Une main dans l'ombre, Gaël de Saillans,  ill. Étienne Le Rallic, 1929.
- 27 : L'Étranger aux lunettes bleues, André de Bréville, ill. Raymond de La Nézière, 1929.
- 28-29 : La Terre des aïeux, Claude Renaudy, ill. Louis Maîtrejean, 1929.
- 30-31 : Le Secret du rayon vert, Maria de Crisenoy, ill. Émile Dot, 1929[2].
- 32 : Mission de scout, L. Liverani, ill. Étienne Le Rallic, 1929.
- 33-34 : Smaïl, fils du désert, Yves Gohanne, ill. Louis Maîtrejean, 1929.
- 35 : L'Épave mystérieuse, Jean du Cléguer, ill. Raymond de La Nézière, 1929.
- 36-37 : Le Château de l'épouvante, Jean de Fervacques, ill. Étienne Le Rallic, 1929.
- 38-39 : Le Rocher du silence, Claude Renaudy, ill. Pierre Dmitrow, 1929.
- 40 : L'Antre du sorcier, Léon Lambry, ill. Étienne Le Rallic, 1929.
- 41-42 : La Folle Promesse, Maria de Crisenoy, ill. Émile Dot, 1929.
- 43-44 : Sillage perdu, Michel Dorlys, ill. Pierre Dmitrow, 1929.
- 45 : L'Appel de la mer, Georges de Lys, ill. Henri Ferran, 1929.
- 46 :  Le Char fantastique, Norbert Sevestre, ill. Étienne Le Rallic, 1929.
- 47-48 : Dans les serres du vautour, J. Delcou (de son vrai nom Jeanne Malapert, 1877-1951), ill. Émile Dot, 1929.
- 49-50 : Les Naufrageurs de Creach, L. Liverani, ill. Étienne Le Rallic, 1930.
- 51 : Tsao le pirate, Norbert Sevestre, ill. Raymond de La Nézière, 1930.
- 52-53 : Séparés, Marthe Fiel, ill. Pierre Dmitrow, 1930.
- 54-55 : Le Coffret en bois de rose, Gaël de Saillans, ill. Étienne Le Rallic, 1930.
- 56-57 : L'Ombre bleue, Jean de Belcayre, ill. Henri Ferran, 1930.
- 58 : Dans les sables rouges, Léon Lambry,  ill. Étienne Le Rallic, 1930.
- 59-60 : Linette et son vieux Bredaine, Hélène Jean Babin, ill. Louis Maîtrejean, 1930.
- 61-62 : Milio, roi des neiges, Yves Gohanne, ill. Louis Maîtrejean, 1930.
- 63-64 : Face au danger, J. Delcou, ill. Pierre Dmitrow, 1930.
- 65-66 : Forbans sous-marins, Jean du Cléguer, ill. Henri Ferran, 1930.
- 67-68 : Le Mystère du château d'Eyrelles, Maria de Crisenoy, ill. Étienne Le Rallic, 1930.
- 69 : L'Héritage du chercheur d'or, Max-André Dazergues, ill. Pierre Dmitrow, 1930.
- 70-71 : Au gré des flots, Michel d'Ormoy, ill. Henri Ferran, 1930.
- 72 : La Hache de guerre, Norbert Sevestre, ill. Étienne Le Rallic, 1930.
- 73-74 : Le Fil coupé, Michel Dorlys, ill. Émile Dot, 1931.
- 75-76 : Lui, ou Moi..., Claude Renaudy, ill. Jean, 1931.
- 77 : Au pays des diamants, J. Delcou, 1931.
- 78-79 : L'Escalier en spirale, Paul Loysel, ill. Étienne Le Rallic, 1931.
- 80-81 : Le Traîneau fantôme, Max-André Dazergues, ill. Émile Dot, 1931.
- 82-83 : Le Fils des arbres, Jean de Belcayre, ill. Henri Ferran, 1931.
- 84 : Le Chevalier Godasse, Micca, ill. Pierre Dmitrow, 1931.
- 85-86 : La Sombre aventure de Jacot, Norbert Sevestre, ill. Étienne Le Rallic, 1931.
- 87-88 : La Phrase perdue, Claude Renaudy, ill. Émile Dot, 1931.
- 89-90 : La Piste tragique, Maria de Crisenoy, ill. Henri Ferran, 1931.
- 91-92 : La Vipère à tête noire, Gaël de Saillans, ill. Étienne Le Rallic, 1931.
- 93-94 : Le Drame de l'Arroyo, Michel d'Ormoy, ill. Émile Dot, 1931.
- 95-96 : J'irai moi-même..., Michel Dorlys, ill. Pierre Dmitrow, 1931.
- 97 : Les Naufragés de l'Étoile Rouge, Michel d'Ormoy, ill. Georges Bourdin, 1932.
- 98 : Les Démons d'Annam, Léon Lambry, ill. Étienne Le Rallic, 1932.
- 99 : La Malle des Indes, Jean de Fervaques, ill. Pierre Dmitrow, 1932.
- 100 : La Pierre du soleil, Jean de Belcayre, ill. Étienne Le Rallic, 1932.
- 101 : Les Prisonniers du "Téméraire" , Paul Cervières, ill. Pierre Dmitrow, 1932.
- 102 : La Porte rouge, Claude Renaudy, ill. Jean, 1932.
- 103 : La Dette de Jorio, Maria de Crisenoy, ill. Georges Bourdin, 1932.
- 104 : Vengeance ! , J. Delcou,  ill. Jean, 1932.
- 105 : L'Îlot maudit,  Léon Lambry, ill. Henri Ferran, 1932.
- 106 : Un corsaire de quinze ans, Jacques Angioux, ill. Pierre Dmitrow, 1932.
- 107 : Le Roi des Maktérés, Jean de Belcayre,  ill. Étienne Le Rallic, 1932.
- 108 : Morsures de flammes, Michel Dorlys, ill. Jean, 1932.
- 109 :  L'Homme au lévrier d’argent,  Germaine É, ill. Émile Dot, 1932.
- 110 : Un Dangereux Héritage, Claude Renaudy, ill. Georges Bourdin, 1932.
- 111 : Prisonniers des Berbères, Noël Tani, ill. Henri Ferran, 1932.
- 112 : La Révolte, M. Bonnardot,  ill. Henri Ferran, 1932.
- 113 : Œil pour œil, Maria de Crisenoy, 1932.
- 114 : La Page 1017, Michel d'Ormoy, ill. Étienne Le Rallic, 1932.
- 115 : Le Secret du planteur,  J. Delcou, ill. Jean, 1932.
- 116 : Trois Blancs chez les Noirs, Jacques Angioux, 1932.
- 117 : Le Diamant rose, Jean de Fervaques, ill. Étienne Le Rallic, 1932.
- 118 : Par-dessus bord… , Gaël de Saillans, ill. Émile Dot, 1932.
- 119 : Captifs au Roc-Perdu, L. Liverani, ill. Étienne Le Rallic, 1932.
- 120 : Les Chevaliers de la cigogne, Henri Lesiol, 1932.
- 121 : Les Hommes des dunes, Léon Lambry, 1933.
- 122 : L'Étrange aventure de deux routiers, Noël Tani, ill. Georges Bourdin, 1933.
- 123 : Disparu, Claude Renaudy, ill. Henri Ferran, 1933.
- 124 : Le Mystère de la pointe des Mèdes, J. de Lanoys,  ill. Étienne Le Rallic, 1933.
- 125 :  La Tache au front, Michel Dorlys, ill. Émile Dot, 1933.
- 126 : Une conspiration, Jean Guibert, ill. Étienne Le Rallic, 1933.
- 127 : Pas de veine, L. Liverani, 1933.
- 128 : Un mot sur le sable..., Léon Lambry, ill. Pierre Dmitrow, 1933.
- 129 : Accusé !, Jean de Belcayre, ill. Georges Bourdin, 1933.
- 130 : Le Mystère de la forêt en feu, Norbert Sevestre, 1933.
- 131 : La Ville maudite, Claude Renaudy, ill. Jean, 1933.
- 132 : La Mystérieuse cheminée, Noël Tani, ill. Georges Bourdin, 1933.
- 133 : À tâtons !, Michel d'Ormoy, ill. Étienne Le Rallic, 1933.
- 134 : Sous l'avalanche, Philippe Néré, ill. Émile Dot, 1933.
- 135 : Sous le signe du caïman rose, Max-André Dazergues, ill. Étienne Le Rallic, 1933.
- 136 : L'Oncle d'Amérique, Gaël de Saillans, ill. Georges Bourdin, 1933.
- 137 : Ils étaient quatre… , Jean de Belcayre, ill. Raymond de La Nézière, 1933.
- 138 : Un drame chez les Boers, Maria de Crisenoy, ill. Étienne Le Rallic, 1933.
- 139 : Quand le loup hurlera, Germaine Verdat, ill. Étienne Le Rallic, 1933.
- 140 : Le Fils du cheik, Jacques Angioux, ill. Pierre Dmitrow, 1933.
- 141 : Cherchons le trésor, Noël Tani, ill. Étienne Le Rallic, 1933.
- 142 : Le Château de corail, Léon Lambry, ill. Jean, 1933.
- 143 : L'Embuscade, Michel d'Ormoy, ill. Georges Bourdin, 1933.
- 144 : Le Secret de l'Antiphanta, Max-André Dazergues, ill. Émile Dot, 1933.
- 145 : L'Enfant de la tempête, René Louys, 1934.
- 146 : Le Félon, Maria de Crisenoy, 1934.
- 147 : Le Capitaine du "Franc Luron", L. Liverani, ill. Henri Ferran, 1934.
- 148 : Je saurai !, Claude Renaudy, ill. Georges Bourdin, 1934.
- 149 : La Minute opportune, Michel Dorlys, ill. Jean, 1934.
- 150 : La Jungle en cage, René Louys, 1934.
- 151 : Les Filleuls du rajah, Jean de Belcayre, ill. Étienne Le Rallic, 1934.
- 152 : L'Affaire Lavernois,  André Bréville, ill. Georges Bourdin, 1934.
- 153 : Le Feu au navire, Noël Tani, ill. Étienne Le Rallic, 1934.
- 154 : La Valise ensorcelée, Jean de Fervaques, ill. Pierre Dmitrow, 1934.
- 155 : Le Sorcier jaune, Fernand Sciarra, ill. Étienne Le Rallic, 1934.
- 156 : Le Château des alarmes, Maria de Crisenoy, ill. Émile Dot, 1934.
- 157 : Le Signal, René Louys, 1934.
- 158 : La Roulotte tragique, Philippe Néré, ill. Jean, 1934.
- 159 : Le Gage de la panthère noire, Ernest Fornel, ill. Étienne Le Rallic, 1934.
- 160 : Le Fils du chômeur, Guy Fogré, ill. Pierre Dmitrow, 1934.
- 161 : Dick le pirate, George Fronval, 1934.
- 162 : Dans la forêt du mystère, Léon Lambry, ill. Étienne Le Rallic, 1934.
- 163 : N'y allez pas..., Michel Dorlys, ill. Étienne Le Rallic, 1934.
- 164 : En silence !, Claude Renaudy, ill. Henri Ferran, 1934.
- 165 : Vers les montagnes, Jean de Belcayre,  ill. Davine, 1934.
- 166 : Aux trois épis, Jean de Fervaques, ill. Jean, 1934.
- 167 : Le Sauvage de la maison rouge, Gaël de Saillans, ill. Georges Bourdin, 1934.
- 168 : La Barque d'écorce, Léon Lambry, ill. Étienne Le Rallic, 1934.
- 169 : Billet volé ! Germaine Verdat, 1935.
- 170 : Le Drame de Grandrupt, Jean Hervé-Bazin, ill. Henri Ferran, 1935.
- 171 : La Jonque maudite, René Louys, 1935.
- 172 : Le Braconnier de Daumeray,  Maria de Crisenoy, ill. Étienne Le Rallic, 1935.
- 173 : Un cri dans la jungle, Max-André Dazergues, ill. Henri Ferran, 1935.
- 174 : Le Témoin, L. Liverani, 1935.
- 175 : La Poursuite éperdue, Claude Renaudy, ill. Georges Bourdin, 1935.
- 176 : Terrible menace, Jacques Angioux, ill. Étienne Le Rallic, 1935.
- 177 : Sous le sixième oranger, Ernest Fornel, 1935.
- 178 : Pirates de l’océan, Norbert Sevestre, ill. Jean, 1935.
- 179 : L'Ombre de Sylvain, Michel Dorlys, ill. Émile Dot, 1935.
- 180 : Terre inconnue, Noël Tani, 1935.
- 181 : La Villa tragique, Gaël de Saillans, 1935.
- 182 : Les Bandits de la savane, Michel d'Ormoy, ill. Étienne Le Rallic, 1935.
- 183 : Le Nain de la cascade, Jean de Belcayre, ill. Georges Bourdin, 1935.
- 184 : Le Ruisseau enragé, Léon Lambry, ill. Émile Dot, 1935.
- 185 : Les Prisonniers du puy maudit, Marguerite d'Urbal, ill. Henri Ferran, 1935.
- 186 : L'Étoile de corail, Max-André Dazergues, ill. Étienne Le Rallic, 1935.
- 187 : Le Huitième jour, Claude Renaudy, 1935.
- 188 : Les Écumeurs du Far-West, Fernand Sciarra, ill. Jean, 1935.
- 189 : L'Île des sept rois, Germaine Verdat, ill. Henri Ferran, 1935.
- 190 : Sables cruels, Noël Tani, ill. Émile Dot, 1935.
- 191 : L'Étranger de la tour carrée, Maria de Crisenoy, ill. Jean, 1935.
- 192 : Le Lac du mauvais œil, Lucien Marviel, ill. Étienne Le Rallic, 1935.
- 193 : Un fameux reportage, M. Bonnardot, 1936.
- 194 : Le Prisonnier des Jivaros, Léon Lambry, ill. Georges Bourdin, 1936.
- 195 : Dans la montagne roumaine, Jacques Bourcier, ill. Raymond de La Nézière, 1936.
- 196 : Aux mains des pirates, M. Arbois, ill. Henri Ferran, 1936.
- 197 : La Perle noire, Gaël de Saillans, ill. Georges Bourdin, 1936.
- 198 : La Forêt se taisait, Michel Dorlys, ill. Étienne Le Rallic, 1936.
- 199 : Honneur d'abord, Jean de Belcayre, 1936.
- 200 : Le Chalet de cristal, Léon Lambry, ill. Jean, 1936.
- 201 : Jaunes et Blancs, J. Delcou, ill. Davine, 1936.
- 202 : L'Ennemi caché, S. Pascal, 1936.
- 203 : Où le chercher ?, Claude Renaudy, ill. Jean, 1936.
- 204 : Le Phare maudit, Philippe Néré, ill. Henri Ferran, 1936.
- 205 : Douloureuse Énigme, Jean de Fervaques, ill. Étienne Le Rallic, 1936.
- 206 : Le Maître de l'île, Ernest Fornel, ill. Georges Bourdin, 1936.
- 207 : Prisonniers des Kurdes, Pierre Moralie, ill. Émile Dot, 1936.
- 208 : La Patrouille des glaces, Guy Fogré, 1936.
- 209 : Sous le joug d'un forban, S. Pascal, ill. A. Cazaro, 1936
- 210 : Le Poignard ciselé, Michel d'Ormoy, ill. Étienne Le Rallic, 1936.
- 211 : L'Aigle aux yeux d’or, Jean de Belcayre, ill. Jean, 1936.
- 212 : La Clef rouillée, Gaël de Saillans, ill. Georges Bourdin, 1936.
- 213 : La Folle Ascension du Salak, Léon Lambry, ill. Jean, 1936.
- 214 : L'Or maudit, Noël Tani, ill. Émile Dot[3], 1936.
- 215 : Manuel le bandit, Maria de Crisenoy, ill. Étienne Le Rallic, 1936.
- 216 : De prison en prison, Germaine Verdat, ill. Étienne Le Rallic, 1936.
- 217 : Un Secret en danger, Ernest Fornel, ill. Henri Ferran, 1937.
- 218 : L'Aire des aiglons, Jean de Fervaques, 1937.
- 219 : Tôt ou tard, Michel Dorlys, 1937.
- 220 : La Maison cernée, Claude Renaudy, ill. Jean, 1937.
- 221 : Sports d'hiver,  Th. Bernadie, ill. Étienne Le Rallic, 1937.
- 222 : Rose-des-vents, Maria de Crisenoy, ill. Georges Bourdin, 1936.
- 223 : Le Fanion vert, Noël Tani, ill. Raymond de la Nézière, 1937[4].
- 224 : Le Remplaçant, M. des Rousses, ill. N. Mengden, 1937.
- 225 : Aller sans retour, Germaine Verdat, ill. Henri Ferran, 1937.
- 226 : Le Document tragique, J. Delcou, ill. Étienne Le Rallic, 1937.
- 227 : La Grotte aux empreintes, Gilles Hersay, ill. Henri Ferran, 1937.
- 228 : Le Secret du temple hindou, E. Romazières, ill. Étienne Le Rallic, 1937.
- 229 : Dans la brousse africaine, Jacques Labrunie, ill. Jean, 1937.
- 230 : Deux destins, Jacques Angioux, ill. Émile Dot, 1937.

### Deuxième série
- 231 : L'Île blanche, Claude Renaudy, ill. Jean, 1937.
- 232 : Le Trésor de l’Atlas, Marguerite d'Urbal, ill. Henri Ferran, 1937.
- 233 : Un drame dans les neiges, Gaël de Saillans, ill. Georges Bourdin, 1937.
- 234 : Le Puits maudit, Ernest Fornel, ill. Étienne Le Rallic, 1937.
- 235 : Quand on a des ailes !, Michel Dorlys, 1937.
- 236 : Un naufrage en Patagonie, Léon Lambry, ill. Jean, 1937.
- 237 : L'Éléphant blanc,  Maria de Crisenoy, 1937.
- 238 : Un drame au Labrador, Ernest Andolly, ill. Étienne Le Rallic, 1937.
- 239 : Des pas dans la vase, René Louys, 1937.
- 240 : Deux timbres sur une enveloppe, Noël Tani, ill. Étienne Le Rallic, 1937.
- 241 : Mission secrète, Michel Dorlys, ill. Georges Bourdin, 1938.
- 242 : La Tour du nord, Maria de Crisenoy, 1938.
- 243 : L'Arbre mangeur d'homme, G. de Boisseble, ill. Étienne Le Rallic, 1938.
- 244 : Le Parchemin révélateur, L. de Maureilhac, ill. Henri Ferran, 1938.
- 245 : Trouvez-moi, Jacques Angioux, ill. Étienne Le Rallic, 1938.
- 246 : Tragique Odyssée, Jean Dayol, ill. Georges Bourdin, 1938.
- 247 : Route barrée, Michel d'Ormoy, ill. Jean, 1938.
- 248 : Un coup de feu dans la forêt, Gaël de Saillans, ill. Étienne Le Rallic, 1938.
- 249 : L'Homme en gris, Claude Renaudy, 1938.
- 250 : Le vent tourne, J. de Chateaulin, ill. Étienne Le Rallic, 1938.
- 251 : Une aventure dans le Fou-Kien, Léon Lambry, ill. Jean, 1938.
- 252 : Malgré lui … , S. Pascal, ill. Henri Ferran, 1938.
- 253 : La Flèche empoisonnée, Noël Tani, ill. Étienne Le Rallic, 1938.
- 254 : À bord du "Loyalty", Th. Bernardie, ill. Georges Bourdin, 1938.
- 255 : Le Bracelet de cristal, Germaine Verdat, 1938.
- 256 : Le Fétiche, Marguerite d’Urbal, ill. Henri Ferran, 1938.
- 257 : Le Fils de l'aviateur, Myriam Catalany, ill. Étienne Le Rallic, 1938.
- 258 : Terres mortelles, Norbert Sevestre, ill. Jean, 1938.
- 259 : Le Cavalier muet, M. Bonnardot, ill. Étienne Le Rallic, 1938.
- 260 : Les Ruines de Barrelevent, Madalex, 1938.
- 261 : En bourlinguant, Jean de Belcayre, ill. Georges Bourdin, 1938.
- 262 : La Vengeance d'Omar,  Georges Louza, ill. Henri Ferran, 1938.
- 263 : La Croisière du "San Diego", M. Pierre de Vier, ill. Étienne Le Rallic, 1938.
- 264 : Au pays merveilleux des Incas, Michel du Var, ill. Georges Bourdin, 1938.
- 265 : L'Anneau maudit, Maria de Crisenoy, ill. Étienne Le Rallic, 1939.
- 266 : Les trésors qui flambent, Jean de Belcayre, ill. Étienne Le Rallic, 1939.
- 267 : Le Roi de la forêt, Noël Tani, 1939.
- 268 : La Page blanche, Michel Dorlys, ill. Henri Ferran, 1939.
- 269 : L'Île enchantée, Gaël de Saillans, ill. Étienne Le Rallic, 1939.
- 270 : Sur la piste de l'or, Jacques Labrunie, ill. Georges Bourdin, 1939.
- 271 : El Bambino, Marguerite d'Urbal, ill. A. Cazaro, 1939.
- 272 : Les Sauvages de la Sangha, Ernest Andolly, ill. Henri Ferran, 1939.
- 273 : Pas de chance, Louis Hermance, ill. Auguste Liquois, 1939.
- 274 : Le pays où l'on ne va pas, Léon Lambry, ill. Étienne Le Rallic, 1939.
- 275 : Le Palais dans les neiges,Yves Gohanne, 1939.
- 276 : Forêt perfide et mer douce, Michel Dorlys, ill. Henri Ferran, 1939.
- 277 : Mission périlleuse, L. Liverani, ill. Étienne Le Rallic, 1939.
- 278 : Cœurs de feu, terre de glace, J. Delcou, 1939.
- 279 : Prisonniers des steppes, Marie Barrère-Affre, ill. Jean, 1939.
- 280 : Chaude alerte, Marguerite d'Urbal, ill. Georges Bourdin, 1939.
- 281 : La Vengeance de la momie, Jean de Fervacques, ill. Étienne Le Rallic, 1939.
- 282 : Quand le lion rugit, Claude Renaudy, ill. Georges Bourdin, 1939.
- 283 : Celui du bout du village, L. Liverani, ill. Henri Ferran, 1939.
- 284 : L'Homme au nez busqué, Maria de Crisenoy, ill. A. Cazaro, 1939.
- 285 : L'Aventureux Atterrissage, L. de Maureilhac, ill. Étienne Le Rallic, 1939.
- 286 : Boule de neige, Norbert Sevestre, 1939.
- 287 : La Mouette du Spitzberg, Noël Tani, ill. Georges Bourdin, 1939.
- 288 : Un drame en mer, Henri Lesiol, ill. Étienne Le Rallic, 1939.
- 289 : La Maison de verre, Jean de Belcayre, 1940.
- 290 : Par la grâce de l'éléphant blanc, Alain Duval, ill. Étienne Le Rallic, 1940.
- 291 : Le Ranch solitaire, Marguerite d’Urbal, ill. A. Cazaro, 1940.
- 292 : Yamato, notre frère, Max Vallotte, 1940.
- 293 : La Croisière imprévue, Jean Chantepie, ill. Georges Bourdin, 1940.
- 294 : Serpent ou Rossignol ?, Th. Bernardie, 1940.
- 295 : Pourquoi ?, S. Pascal, ill. Étienne Le Rallic, 1940.
- 296 : Terre-neuvas, Jacques Angioux, ill. A. Cazaro, 1940.
- 297 : La Potiche bleue, M. Bonnardot, 1940.
- 298 : La Maison sans fenêtres, Gaël de Saillans, ill. Étienne Le Rallic, 1940.
- 299 : Fils de prince, Maria de Crisenoy, ill. Étienne Le Rallic, 1940.
- 300 : L'Indice, J. Delcou, 1940.
- 301 : Les Loups noirs, Michel Dorlys, ill. Georges Bourdin, 1940.
- 302 : Un complot, Léon Lambry, ill. Louis Maîtrejean, 1940.
- 303 : Captifs chez les Hopis, L. Liverani, ill. Étienne Le Rallic, 1940.
- 304 : Vers l'inconnu, Germaine Verdat, ill. Georges Bourdin, 1940.
- 305 : L'Homme double, Jean de Belcayre, 1940.
- 306 : Tu ne me trahiras plus, J. de Chateaulin, 1941.
- 307 : La Branche de houx, Claude Renaudy, 1941.
- 308 : L'Énigme de Rochenoire, René de Luc, 1941.
- 309 : L'Or vert ou l'or jaune?, Noël Tani, ill. Henri Ferran, 1941.
- 310 : Kid, le bandit, Georges Barbadaux, ill. Auguste Liquois, 1941.
- 311 : Linette s'envole, Hélène-Jean Babin, ill. Louis Maîtrejean, 1941.
- 312 : Les Bandits de la forêt, Robert-Jean Boulan, ill. Étienne Le Rallic, 1941.
- 313 : Prenez garde, Claude Renaudy, ill. Georges Bourdin, 1941.
- 314 : Pôle nord, Norbert Sevestre, ill. Henry Le Monnier, 1941.

### Troisième série
- 315 : La Ruche en émoi, J. de Chateaulin, ill. Alag, 1941.
- 316 : Montreur d'ours, René de Maguibal, ill. Étienne Le Rallic, 1941.
- 317 : Les Écumeurs de la prairie, Georges Barbadaux, ill. Georges Bourdin, 1941.
- 318 : Un si petit timbre, Georges Louza, 1941.
- 319 : L'Énigme de Valmandre,  H. Simon-Bréval, 1941.
- 320 : Jean-Claude, brave cœur, Claire Faine-Leroy, ill. Raymond Cazanave, 1941.
- 321 : La Perle noire, Philippe Néré, 1941.
- 322 : Villa sans souci, Michel d'Ormoy, 1941.
- 323 : Royaume à vendre, Jean de Belcayre, ill. Jacques Souriau, 1941.
- 324 : Les Pionniers du Transsaharien, Georges Baudoin, ill. H. Large, 1941.
- 325 : Le Cousin des Antilles, Pierre Romain, ill. Étienne Le Rallic, 1941.
- 326 : Les Chevaliers de la Croix-Verte, Germaine Pelletan, ill. Alag, 1941.
- 327 : La Valise du Professeur Taillefeu, Jean Miroir, ill. Louis Maîtrejean, 1941.
- 328 : Quatrième à droite, Emmanuel Grospélier, 1941.
- 329 : Les Lunettes noires, Claude Renaudy, ill. Jacques Souriau, 1941.
- 330 : Le Trésor de la Gramoire, Paul Audillac, ill. Raymond Cazanave, 1942.
- 331 : La Butte-aux-Loups, Claire Faine-Leroy, ill. Georges Bourdin, 1942.
- 332 : Le Secret de l'épave, Noël Tani, ill. Alag, 1942.
- 333 : Trois et un, Germaine Verdat, ill. Auguste Liquois, 1942.
- 334 : L'Homme noir, Jean Mauclère, ill. Alag, 1942.
- 335 : Le voile se déchire, Michel Dorlys, 1942.
- 336 : Christiane détective, Hélène Lauvernière, ill. Georges Bourdin, 1942.
- 337 : La Maison des hirondelles, Françoise Le Brillet, 1942.
- 338 : Six inconnus sur un îlot, Claude Fleurange, ill. Jacques Souriau, 1942.
- 339 : Le Cirque Belle Humeur, Andrée Vertiol, ill. Jean Cheval, 1942.
- 340 : Moussaillon malgré lui, Georges Barbadaux, 1942.
- 341 : Mystère sur la chênaie, Pierre Romain, ill. Alag, 1942.
- 342 : La Cassette damascaine, Germaine Pelletan, 1942.